# Sehlabathebe nationalpark
Sehlabathebe nationalpark ligger i Malotibergen i Qacha's Nek, Lesotho och utgör en del av det större naturvårdsområdet Maloti-Drakensberg Transfrontier. Nationalparken instiftades den 8 maj 1969.  Landskapet domineras av gräsmarker av olika typer. Det större ekosystemet som helhet utför ovärderliga funktioner såsom att förse Lesotho, Sydafrika och Namibia med sötvatten. Den ligger i den östra delen av landet, 170 km öster om huvudstaden Maseru. Sehlabathebe National Park ligger 2 445 meter över havet.

## Terrängen
Terrängen runt Sehlabathebe National Park är kuperad. Runt Sehlabathebe National Park är det glesbefolkat, med 9 invånare per kvadratkilometer. Trakten runt Sehlabathebe National Park består i huvudsak av gräsmarker.

## Historia
Lesothos första nationalpark och näst största, ligger avlägset, är kuperad och vacker – och att ta sig dit är alltid värt ett äventyr, särskilt om man gillar vildmark, avskildhet och fiske. Sehlabathebe betyder “Platåns sköld”, vilket speglar de  böljande gräsmarkerna, vilda blommorna och tystnaden som inger en känsla av fullständig isolering.

## Läge
Nationalparken ligger i Lesothos sydöstra hörn, på en höjd av cirka 2 400 meter över havet. Den är nästan otillgänglig då den ligger ganska avlägset.
Lättaste sättet att ta sig till parken är att resa på samma sätt som lokalbefolkningen gör - på hästryggen eller till fots.
Övernattning finns i eller nära nationalparken på ett antal olika platser, och i närliggande bosättningarna Sehlabathebe och Mavuka.

## Världsarvsstatus
Den 8 oktober 2008 sattes nationalparken upp på Lesothos tentativa världsarvslista. Parken ingår sedan 2013 i det gränsöverskridande naturskyddsområdet och världsarvet Maloti-Drakensberg Transfrontier.